# Лінда Туеро
Лінда Туеро (англ. Linda Tuero; нар. 21 жовтня 1950) — колишня американська тенісистка.
Найвищу одиночну позицію світового рейтингу — 10 місце досягла 1972 року. Здобула 4 одиночні титули.Найвищим досягненням на турнірах Великого шолома були чвертьфінали в одиночному та парному розрядах. Завершила кар'єру 1973 року.

## Фінали

### Одиночний розряд (5–6)
| Результат | Ранг | Дата      | Турнір                                    | Покриття | Суперниця       | Рахунок       |
| --------- | ---- | --------- | ----------------------------------------- | -------- | --------------- | ------------- |
| Перемога  | 1.   | Лип 1968  | Мастерс Цинциннаті, Цинциннаті, США       | Тверде   | Торі Фрец       | 6–1, 6–2      |
| Поразка   | 2.   | Лип 1969  | U.S. Clay Court Open, Індіанаполіс, США   | Ґрунт    | Гейл Шанфро     | 2–6, 2–6      |
| Перемога  | 3.   | Сер 1970  | U.S. Clay Court Open, Індіанаполіс, США   | Ґрунт    | Гейл Шанфро     | 7–5, 6–1      |
| Поразка   | 4.   | Сер 1971  | Western Championships, Цинциннаті, США    | Тверде   | Вірджинія Вейд  | 3–6, 3–6      |
| Поразка   | 5.   | Aug, 1971 | U.S. Clay Court Open, Індіанаполіс, США   | Ґрунт    | Біллі Джин Кінг | 4–6, 5–7      |
| Поразка   | 6.   | Гру 1971  | Border Championships, Іст-Лондон, ПАР     | Ґрунт    | Ілана Клосс     | 3–6, 2–6      |
| Перемога  | 7.   | Січ 1972  | Eastern Province, Порт-Елізабет, ПАР      | Ґрунт    | Шерон Волш      | 6–1, 6–2      |
| Поразка   | 8.   | Січ 1972  | Cape Province, Кейптаун, ПАР              | Ґрунт    | Пат Вокден      | 3–6, 4–6      |
| Перемога  | 9.   | Кві 1972  | Melia Trophy, Мадрид, Іспанія             | Ґрунт    | Алена Палмеова  | 6–3, 6–1      |
| Перемога  | 10.  | Тра 1972  | Internazionali d'Italia 1972, Рим, Італія | Ґрунт    | Ольга Морозова  | 6–4, 6–3      |
| Поразка   | 11.  | Чер 1972  | German Open, Гамбург, Німеччина           | Ґрунт    | Гельга Мастгофф | 3–6, 6–3, 6–8 |